# Ali Marpet
Ali Marpet (geboren am 17. April 1993 in Hastings-on-Hudson, New York) ist ein ehemaliger US-amerikanischer American-Football-Spieler auf der Position des Guards. Er spielte College Football für das Hobart College in der NCAA Division III und stand von 2015 bis 2021 bei den Tampa Bay Buccaneers in der National Football League (NFL) unter Vertrag, mit denen er den Super Bowl LV gewann.

## College
Marpet besuchte die Highschool in seinem Heimatort Hastings-on-Hudson, New York. Als Freshman spielte er Football, hörte allerdings noch in seinem ersten Jahr damit auf. In seinem dritten Highschool-Jahr begann er wieder mit dem Footballspielen. Daneben spielte er auch Basketball. Ab 2011 ging er auf das Hobart College und spielte College Football für die Hobart Statesmen in der NCAA Division III. Marpet bestritt in vier Jahren 43 Spiele, davon 37 als Starter. In seiner letzten College-Saison ließ er keinen Sack zu. Er wurde dreimal in das All-Star-Team seiner Conference und 2014 zum All-American in der Division III gewählt. Ab seiner letzten Saison am College wurden NFL-Scouts auf Marpet aufmerksam. Im Anschluss an seine College-Karriere konnte er sowohl beim Senior Bowl, als er gegen Spieler aus der deutlich stärkeren Division I schnell mithalten konnte, als auch beim NFL Combine mit Spitzenleistungen, darunter der schnellste 40 Yard Dash eines Spielers auf seiner Position, positiv überraschen.

## NFL
Marpet wurde im NFL Draft 2015 in der zweiten Runde an 61. Stelle von den Tampa Bay Buccaneers ausgewählt, so früh wie kein anderer Spieler aus der Division III je zuvor. Bei den Buccaneers war er von Beginn an Stammspieler und spielte in seinen ersten beiden Spielzeiten als Right Guard, bevor er 2017 auf die Position des Centers wechselte. Wegen einer Knieverletzung endete die Saison 2017 für ihn vorzeitig, als er nach dem 12. Spieltag auf die Injured Reserve List gesetzt wurde. Ab der Saison 2018 spielte Marpet infolge der Verpflichtung von Center Ryan Jensen als Left Guard.
Im Oktober 2018 unterschrieb Marpet eine Vertragsverlängerung über 54,125 Millionen Dollar, davon 26,8 Millionen garantiert, um fünf Jahre bis 2023 bei den Buccaneers. In der Saison 2019 war er, wie auch im Vorjahr, einer der Teamkapitäne. In der Saison 2020 gewann er mit den Buccaneers den Super Bowl LV mit 31:9 gegen Kansas City Chiefs. Im folgenden Jahr wurde Marpet erstmals in den Pro Bowl gewählt. Am 27. Februar 2022 verkündete er seinen Rücktritt vom Profisport.